# L'Indépendant du Pas-de-Calais
Pour les articles homonymes, voir L'Indépendant.
L'Indépendant du Pas-de-Calais a été fondé en 1849 à Saint-Omer. Le même éditeur avait fondé d'autres titres depuis 1831.

## Historique
L'Indépendant du Pas-de-Calais, l'un des plus anciens journaux de France était à la base bi-hebdomadaire. Il était quotidien de 1870 à 1940, ne fut plus imprimé jusque 1944, durant la Seconde Guerre mondiale, redevint bi-hebdomadaire, enfin, depuis 1966, il est hebdomadaire, et parait tous les vendredis.
Il couvre toute l'actualité des environs de Saint-Omer, et du Nord voisin. En moyenne, L'Indépendant du Pas-de-Calais est imprimé à plus de 21 000 exemplaires et diffusé, de manière contrôlée, à 18 000 exemplaires. Avec un prix bas, le taux de pénétration est élevé, le lectorat est fidèle, ce qui permet de diffuser beaucoup d'annonces publicitaires. Le journal est distribué par les porteurs et les services postaux, et vendu dans les kiosques et les maisons de la presse.
L'Indépendant du Pas-de-Calais a connu beaucoup de transformations depuis sa création en 1849. Il a déménagé quatre fois, puis s'est finalement installe à Longuenesse, au 23 avenue Clemenceau. Il fut composé à la main puis à la linotype et imprimé en typographie, passé en 1980 à la rotative offset en 1980, à la composition informatique en 1981, enfin, en 1995, au traitement numérique des photos.
L'Indépendant du Pas-de-Calais est, depuis mai 2000, imprimé par la Presse Flamande à Hazebrouck, ce qui permet au journal d'avec 64 pages, dont potentiellement 32 en polychromie. Chaque journal compte plusieurs pages destinées aux petites annonces et aux annonces légales et judiciaires en provenance du Pas-de-Calais entier. Les numéros sont datés du vendredi, bien qu'ils soient mis en vente à partir du jeudi matin.